# توافقنامه
توافقنامه یک توافق رسمی است که در روابط بین‌الملل معمولاً بین دو یا چند دولت حاکم در زمینهٔ صلح و همکاری نظامی منعقد می‌شود. این واژه بعد از جنگ جهانی اول به منظور پیمان بنیادین دولت‌ها در ایجاد جامعهٔ ملل ابتکار شد و جنبهٔ تشریفاتی داشت.
برخی از پیمان‌های مشهور عبارتند از:
- پیمان بریان–کلوگ در ۱۹۲۸
- پیمان بی‌طرفی شوروی–ژاپن در آوریل ۱۹۴۱
- پیمان ورشو میان کشورهای کمونیستی اروپای شرقی به رهبری اتحاد جماهیر شوروی (۱۹۵۵)

در زبان فارسی گاهی واژهٔ پیمان هم‌معنی عهدنامه (معاهده) به کار می‌رود مانند:
- سازمان پیمان مرکزی (سنتو)
- پیمان آتلانتیک شمالی که سبب تأسیس «سازمان پیمان آتلانتیک شمالی» در سال ۱۹۴۹ گردید.[۳]